# Звезда (футбольный клуб, Градачац)
«Зве́зда» (серб. Ногометни клуб Звијезда Градачац, босн. Nogometni klub Zvijezda Gradačac) ― футбольный клуб из Боснии и Герцеговины, базируется в городе Градачац. Клуб был основан в 1922 году и в настоящее время играет в первой лиге Федерации Боснии и Герцеговины. Домашние матчи команда проводит на стадионе «Баня Илиджа», вмещающем 5000 зрителей. Наивысшим достижением клуба в чемпионатах Боснии и Герцеговины является 7-е место в сезоне-2008/09.